# Feofytin
Feofytin eller Feo kan betragtes som et klorofylmolekyle, der mangler den centrale Mg++-ion, og som er den første elektronbærer i planternes elektronoverførselskæde i fotosystem II og i purpurbakteriernes fotosyntetiske procescentrum, RC P870. Både i fotosystem II og i RC P870 er det lysenergi, som fjerner elektroner fra procescentret og driver dem over til feofytin, som derefter lader elektronerne gå videre til enten en kinon (QA) i RC P870 eller en plastokinon i fotosystem II. De overordnede mekanismer, katalyser og anvendelser for feofytinmolekylerne i de to transportkæder er analoge i forhold til hinanden.